# Physisporinus vitreus
Genre
Espèce
Synonymes
- Poria vitrea Pers. (1796)

Physisporinus vitreus est une espèce de champignon de la famille des Meripilaceae, et l’espèce type du genre Physisporinus. Il a été décrit à l’origine par Christian Hendrik Persoon en 1796.Petter Adolf Karsten l’a transféré dans le genre Physisporinus en 1889.

## Description et habitat
Physisporinus vitreus est champignon que l'on trouve dans de nombreuses forêts. Il se développe sur bois mort de feuillus et de conifères par une fructification résupinée, très finement porée, blanche, blanchâtre crème, parfois à reflets bleutés, puis ocre à orangé rouillé avec l’âge,
Cette fructification est immuable au toucher. les spores sont de 4-6 µm. Les terminaisons d’hyphes en forme de cystides à sommet cristallifère, plus ou moins nombreuses selon les récoltes. Des cristaux sont parfois nombreux dans les tissus
Il est surtout comparable avec : 
- Rigidoporus sanguinolentus qui se teinte vivement de brun rougeâtre à la manipulation ;
- Oxyporus obducens : qui a des spores aux dimensions semblables plus elliptiques[3].